# Matriu definida positiva
Dins l'entorn de l'àlgebra lineal, una matriu definida positiva  és una matriu hermítica que és anàloga als nombres reals positius. També pot tractar-se d'una matriu simètrica real amb menors principals positius (criteri de Sylvester).

## Definicions equivalents
Sigui M una matriu hermítica quadrada n × n. D'ara endavant denotarem la transposada d'una matriu o vector {\displaystyle a} com {\displaystyle a^{T}}, i el conjugat transposat, {\displaystyle a^{*}}. Aquesta matriu M es diu definida positiva si compleix amb una (i per tant, les altres) de les següents formulacions equivalents:
| 1. | Per a tots els vectors no nuls {\displaystyle z\in \mathbb {C} ^{n}} tenim: {\displaystyle {\textbf {z}}^{H}M{\textbf {z}}>0}. Noteu que {\displaystyle z^{*}Mz} és sempre real. |
| 2. | Tots els valors propis {\displaystyle \lambda _{i}} de {\displaystyle M} són positius. (Recordem que els valors propis d'una matriu hermítica o si no, real simètrica, són reals.) |
| 3. | La forma sesquilineal hermítica definida per la relació {\displaystyle \langle {\textbf {x}},{\textbf {y}}\rangle ={\textbf {x}}^{*}M{\textbf {y}}} és un producte escalar a {\displaystyle \mathbb {C} ^{n}}. |
| 4. | Tots els menors principals de {\displaystyle M} són positius. O el que és equivalent; totes les matrius tenen determinants positius. - La superior esquerra de M de dimensió 1x1 - La superior esquerra de M de dimensió 2x2 - La superior esquerra de M de dimensió 3x3 - La superior esquerra de M de dimensió (n-1) x (n-1) - {\displaystyle M} en si mateixa |

Anàlogament, si M és una matriu real simètrica, es reemplaça {\displaystyle \mathbb {C} ^{n}} per {\displaystyle \mathbb {R} ^{n}}, i la conjugada transposada per la transposada.

## Propietats
- Tota matriu definida positiva és invertible (el seu determinant és positiu), i la seva inversa és definida positiva.

- Si {\displaystyle M} és una matriu definida positiva i {\displaystyle r>0} és un nombre real, llavors {\displaystyle rM} és definida positiva.

- Si {\displaystyle M} i {\displaystyle N} són matrius definides positives, aleshores la suma {\displaystyle M+N} també ho és. A més si

{\displaystyle MN=NM}, llavors {\displaystyle MN} és també definida positiva.
- Per a tota matriu definida positiva {\displaystyle M}, existeix una única matriu definida positiva {\displaystyle N} tal que {\displaystyle N^{2}=M}; es denota {\displaystyle N=M^{1/2}} i es diu arrel quadrada de {\displaystyle M}.

## Matrius definides negatives, semidefinides positives i indefinides
La matriu hermítica (respectivament real simètrica) {\displaystyle M} es diu:
-  Definida negativa  si {\displaystyle x^{*}Mx<0\,}  per a tots els vectors {\displaystyle x\in \mathbb {C} ^{n}} (respectivament {\displaystyle x\in \mathbb {R} ^{n}}) no nuls
-  Semidefinida positiva  si {\displaystyle x^{*}Mx\geq 0} per a tot {\displaystyle x\in \mathbb {C} ^{n}} (respectivament {\displaystyle x\in \mathbb {R} ^{n}})
-  Semidefinida negativa  si {\displaystyle x^{*}Mx\leq 0} per a tot {\displaystyle x\in \mathbb {C} ^{n}} (respectivament {\displaystyle x\in \mathbb {R} ^{n}}), en altres paraules si {\displaystyle -M} és semidefinida positiva
Una matriu hermítica es diu  indefinida  si no entra en cap de les classificacions anteriors.

## Cas no hermític
Una matriu real  M  pot tenir la propietat  xT M x > 0 per a tot vector real no nul sense ser simètrica. La matriu
{\displaystyle {\begin{bmatrix}1&1\\0&1\end{bmatrix}}}
és un exemple. En general, tindrem  xT M x > 0 per a tot vector real no nul x  si i només si la matriu simètrica (M + M T) / 2, és definida positiva.